# Yoav
Yoav er en sydafrikansk musiker og sangskriver. Han udsendte sit debutalbum Charmed & Strange den 18. februar 2008.
Yoav er sydafrikansk oprindelse og kommer fra en jødisk familie, der havde slået sig ned i Cape Town. Populærmusik var bandlyst i barndomshjemmet, så Yoav måtte snige sig ind til naboen for at høre navne som Wham! og OMD.
Efter at have besluttet sig for at gå musikkens vej fik Yoav et par radiohits i Sydafrika og var godt på vej til at lave et fuldlængde album. 
I 2006 tog han til London for at prøve lykken og fik næsten med det samme en pladekontrakt, hvor han producerede albummet "Charmed & Strange". 
Han blev i Danmark kendt i musikprogrammet De Sorte Spejdere, hvor den ugentlige gæste-DJ Kjeld Tolstrup introducerede ham, og siden hen har han været i Danmark flere gange for at spille koncerter. Han blev kendt for numrene "Club Thing" og "Beautiful Lie". 
D. 29. marts 2010 udgiver han et nyt album under titlen "A Foolproof Escape Plan".